# Mylon maimon
Mylon maimon là một loài bướm ngày thuộc họ Hesperiidae. Nó được tìm thấy ở Argentina to Colombia và Bolivia, phía bắc đến México. It is found at heights ranging from sea level to about 1,800 meters.

## Hình ảnh

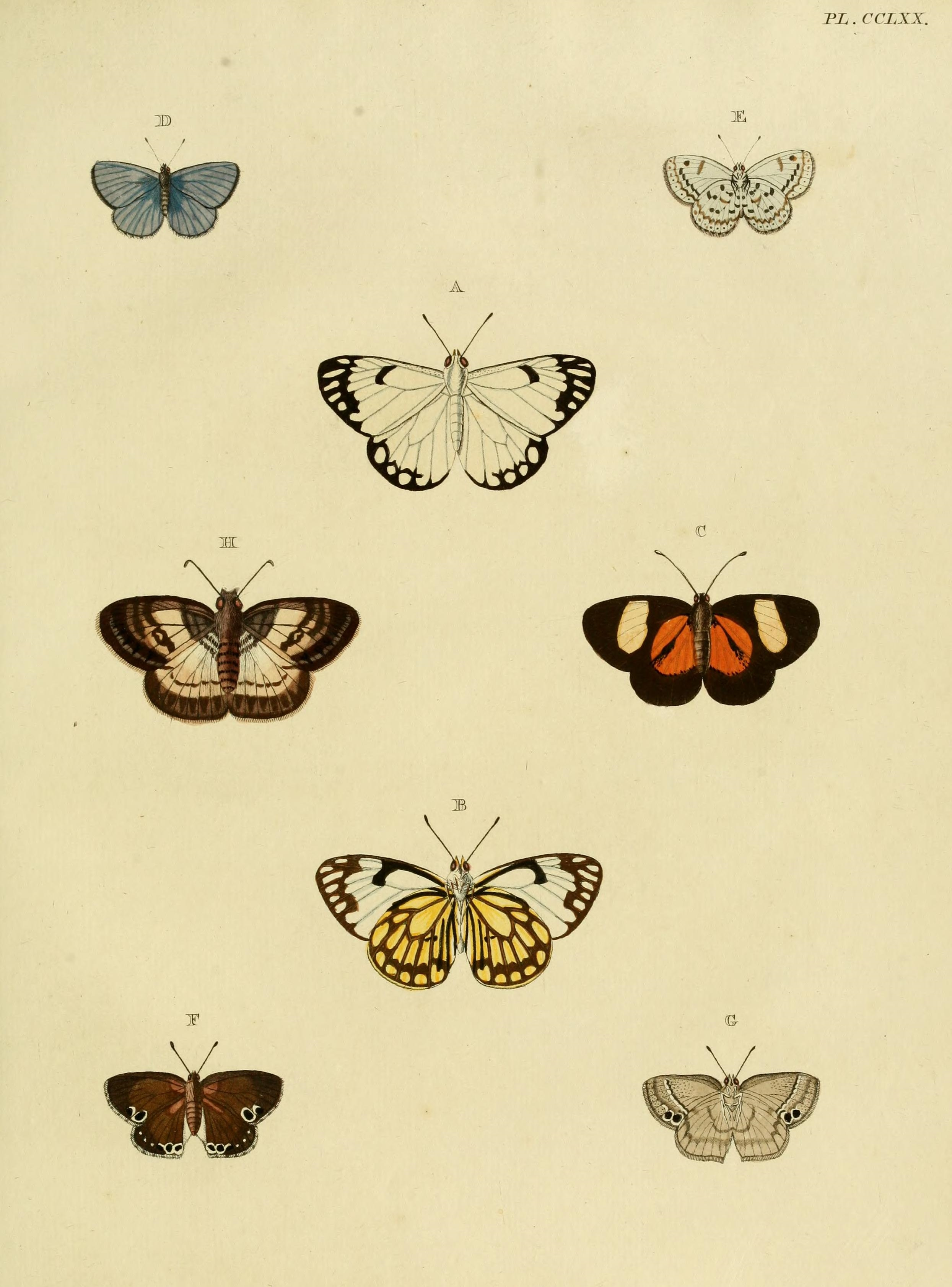
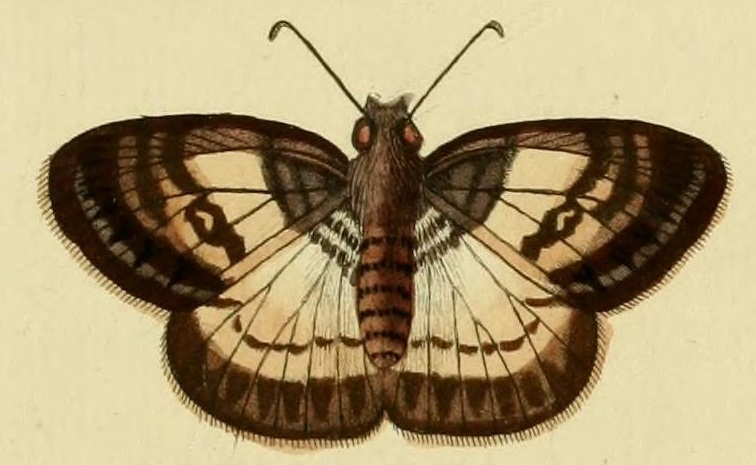